# Connecting Rooms
Connecting Rooms (bra: Quartos Conjugados) é um filme britânico de 1970, do gênero drama, dirigido por Franklin Gollings, e estrelado por Bette Davis e Michael Redgrave. O roteiro de Gollings foi baseado na peça teatral "The Cellist", de Marion Hart.

## Sinopse
Um passeio aos relacionamentos compartilhados pelos residentes de uma pensão decadente de propriedade da severa Sra. Brent (Kay Walsh). Entre eles está a artista de rua Wanda Fleming (Bette Davis), que fica lisonjeada com a atenção que começa a receber do rebelde aspirante a compositor Mickey Hollister (Alexis Kanner), e o ex-professor James Wallraven (Michael Redgrave), que foi acusado de cometer pedofilia e reduzido a trabalhar como zelador em uma galeria de arte.

## Elenco
- Bette Davis como Wanda Fleming
- Michael Redgrave como James Wallraven
- Alexis Kanner como Mickey Hollister
- Kay Walsh como Sra. Brent
- Leo Genn como Dr. Norman
- Olga Georges-Picot como Claudia Fouchet
- Richard Wyler como Dick Grayson
- Mark Jones como Johnny
- Gabrielle Drake como Jean
- Brian Wilde como Ellerman
- John Woodnutt como Doutor

## Produção
O filme, distribuído pela Paramount Pictures, foi filmado em Bayswater, Westminster. Embora tenha sido finalizado em 1969, a produção teve um lançamento limitado nos Estados Unidos em 1970 e estreou no Reino Unido em 1972.
As cenas em que Wanda Fleming, personagem de Bette Davis, toca violoncelo, apresentam close-ups das mãos da violoncelista clássica britânica Amaryllis Fleming.
Em uma cena ambientada no distrito teatral de West End, a marquise de um teatro lista Margo Channing como uma das integrantes do elenco de uma peça que está sendo apresentada. Margo Channing é o nome de uma personagem que Bette Davis interpretou em "All About Eve".

## Recepção
Em sua crítica ao Film Threat, Phil Hall descreveu o filme como "um drama convincente e muitas vezes comovente", e acrescentou: "Redgrave, que nunca foi o ator mais sutil ... consegue reinar em suas tendências exageradas e encontrar a angústia e isolamento na existência do professor desgraçado". Em relação a Davis, Hall escreveu: "Quando seu segredo é revelado, a personagem de Davis não diz absolutamente nada. Em vez disso, seu corpo congela ligeiramente enquanto seus olhos (sim, aqueles olhos de Bette Davis) dão um olhar que é inicialmente vergonhoso, mas de repente parecem apresentar um alívio sem fim. Em seu silêncio e sua expressão ocular, Davis atinge um estado de graça que é surpreendente de se ver".
A revista Time Out London escreveu: "Repleto de pausas de ato e cena ... é uma condensação bastante clássica de várias preocupações fetichistas endêmicas do cinema britânico".
A revista TV Guide chamou-o de "melodrama enfadonho e sentimental".